# Emma Woodhouse
Emma Woodhouse est un personnage de fiction créé par la femme de lettres britannique Jane Austen. Elle est le personnage central du roman qui porte son nom, Emma, publié en 1815, où tout, ou presque, est présenté au lecteur de son point de vue.
À la différence des autres héroïnes créées par Jane Austen, Emma est préservée de tout souci : « belle, intelligente, et riche », comme l'annonce l'incipit du roman, elle jouit du confort matériel, d'un environnement familial chaleureux, de l'admiration inconditionnelle de la plupart des gens du voisinage ; elle règne sur Hartfield, le domaine paternel et Highbury, le gros bourg voisin. Fille respectueuse et amie attentionnée, elle n'en est pas moins remplie de défauts qu'elle devra, dans la douleur parfois, apprendre à corriger. Enfant gâtée, trop sûre d'elle et douée d'une imagination débridée, elle peut se montrer vaniteuse, indiscrète, snob, injuste au point, comme l'a pressenti Jane Austen, de rebuter la sympathie du lecteur.
Mais elle est foncièrement généreuse et droite. Son éducation sentimentale, morale et intellectuelle se poursuit à mesure que se développe l'intrigue, sous le regard sérieux de son mentor et ami, Mr Knightley, le seul qui tente de corriger ses travers. Lorsqu'elle est obligée de reconnaitre qu'elle s'est trompée, victime de ses a priori, lorsqu'elle découvre que ses manœuvres ont fait souffrir ceux qu'elle aime, lorsqu'elle souffre elle-même des conséquences sur son propre bonheur de ses prétentions à marier les gens, elle rejette toute trace d'égoïsme, espérant seulement apprendre à se connaître et se montrer à l'avenir plus raisonnable, devenant enfin digne de sa récompense, l'amour de George Knightley, qui la trouve finalement « parfaite en dépit de tous ses défauts ».

## Présentation du personnage

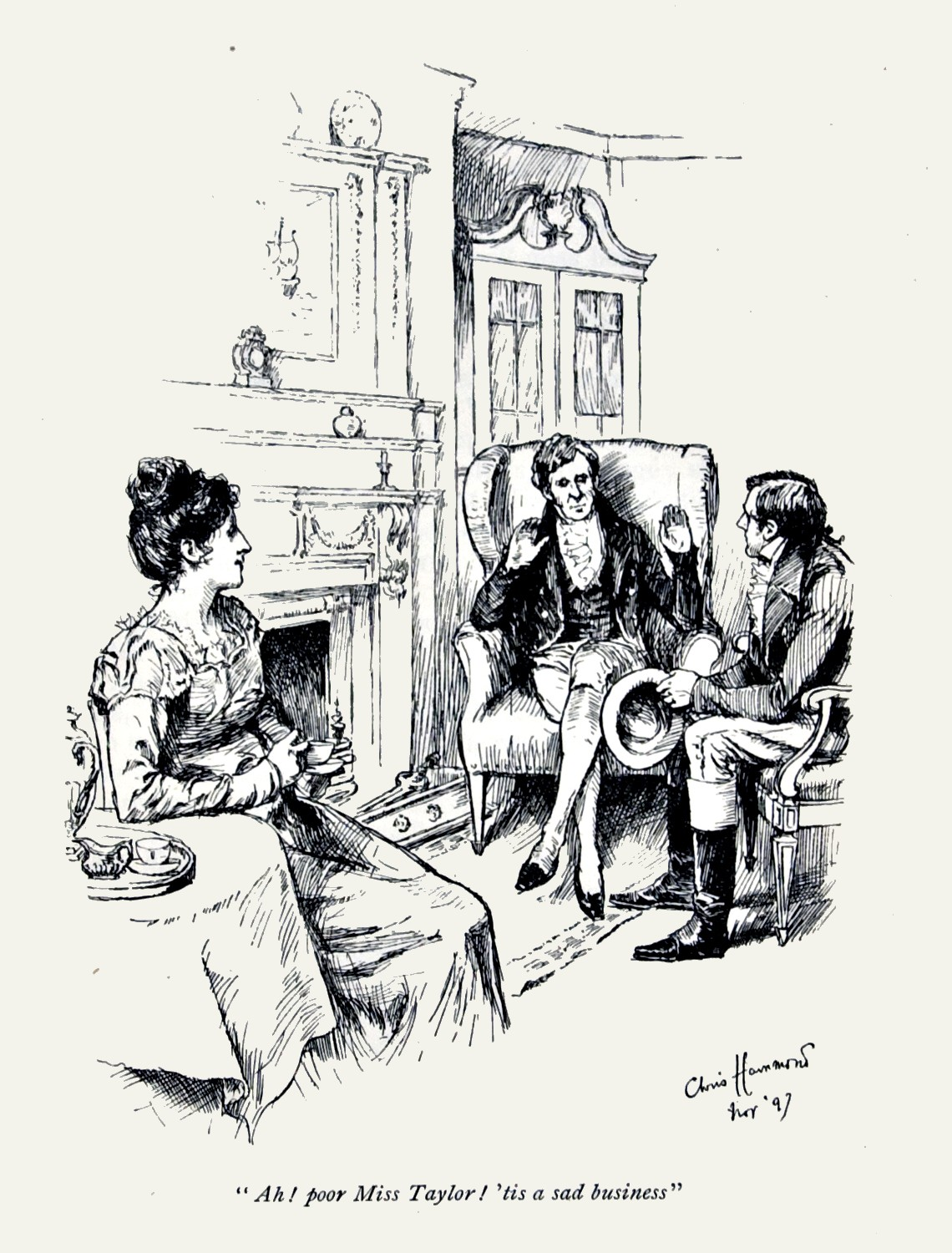
Mr Woodhouse, le père d'Emma, est catastrophé par le mariage de la « pauvre Miss Taylor », l'ancienne gouvernante de sa fille (Chris Hammond, 1898).

### Éléments biographiques
Selon le « calendrier caché » qui structure le roman, l'action débute à l'automne 1813. Emma Woodhouse a « presque vingt-et-un ans », ce qui la fait naître en 1793, comme Jane Fairfax. Elle demeure avec son père, un veuf âgé, car il s'est marié tard, égocentrique et hypocondriaque, dans leur beau domaine de Hartfield, sur la paroisse de Highbury, dans le Surrey.
Mrs Woodhouse est probablement morte en 1797 ou peu après, quand Emma, qui n'a gardé qu'un « vague souvenir de ses caresses », avait cinq ans et sa sœur aînée, Isabella, douze. C'est vers cette époque qu'est embauchée une gouvernante, Miss Taylor, une « excellente personne », qui va témoigner pendant seize ans aux deux orphelines, mais surtout à Emma, une affection quasi maternelle. L'éducation de la jeune fille achevée, Miss Taylor n'a pas été renvoyée par Mr Woodhouse, car c'est un homme qui est bienveillant mais, surtout, qui a horreur des changements. Douce et peu encline à faire preuve d'autorité, Anne Taylor est devenue, pour Emma, une amie et une confidente.
Les Woodhouse, « branche cadette d'une très ancienne famille », font partie de l'élite locale. Assimilés à la landed gentry, ils ont des liens avec les deux autres propriétaires terriens, Mr Weston, un veuf qui a récemment acheté Randalls, et surtout la famille Knightley, seule véritable ancienne famille locale, représentée par deux frères : George l'aîné (Mr Knightley), qui habite et gère le grand domaine de Donwell Abbey, et son cadet, John, qu'Isabella a épousé en 1805 ou 1806. Le couple, uni par une profonde affection, habite Londres où John exerce une honorable profession juridique ; ils ont déjà cinq enfants : l'aîné, Henry, âgé de six ans, est suivi de John, Bella, George et de la petite Emma, qui a six mois environ au début de l'histoire.
Depuis le mariage de sa sœur, Emma, restée seule à douze ans avec Miss Taylor et son père, gère à sa guise, comme le rappelle un jour Mr Knightley, toute la maisonnée (ever since she was twelve, Emma has been mistress of the house and of you all).

### Perspectives
Parfaitement satisfaite de son sort, elle est fermement décidée à ne pas se marier, peu disposée à perdre l'indépendance dont elle jouit.
Elle possède une fortune personnelle confortable et un statut social élevé. Outre que, dans son entourage, il n'y a pas de jeunes gens dignes de l'intéresser, elle ne peut envisager de quitter son vieux père. Mais, malgré l'affection profonde qu'elle éprouve pour lui, elle se sent bien seule, maintenant que Miss Taylor l'a quittée pour épouser un aimable voisin, veuf depuis des années, Mr Weston. Cela explique sans doute qu'elle s'entiche de la jeune et jolie Harriet Smith, « fille naturelle d'on ne sait qui », mais qu'elle se plait à croire de bonne naissance, car elle regarde avec une certaine condescendance les gens d'un rang moins élevé que le sien.
Persuadée qu'elle a joué un rôle dans le mariage de Miss Taylor, elle ne veut pas s'arrêter en si bon chemin : son esprit vif trouve plaisir à manœuvrer ses proches pour parvenir à marier telle personne avec telle autre, pour leur plus grand bonheur, pense-t-elle. Elle verrait bien sa nouvelle amie épouser Mr Elton, le jeune et fringant curé de la paroisse, par exemple, au lieu de Robert Martin, le prospère fermier de Donwell Abbey ; elle l'a incitée à refuser ce dernier, provoquant la colère de Mr Knightley. Cet incident est à l'origine d'une longue brouillerie, dont elle souffre, car elle est sensible aux reproches que ce dernier lui fait, même si, « se considérant comme meilleur juge que lui, en matière d'exigences féminines et de raffinement », elle refuse d'admettre qu'elle a tort.

## Caractère
Les manœuvres d'Emma Woodhouse pour marier Harriet à sa convenance, qui sont au cœur de l'intrigue, mettent en lumière son caractère indépendant, sa propension à n'en faire qu'à sa tête, sans tenir compte des avis contraires, qui fait d'elle une héroïne féminine atypique. Lorsqu'elle se met en tête de prendre Harriet sous sa protection, elle agit sans tarder, « avec sa promptitude et ses manières décidées » (quick and decided in her ways).
Seule aussi parmi les héroïnes de Jane Austen, elle ne subordonne jamais ses actions à l'autorité masculine, pas même celle de son père : lorsque celui-ci fait ses recommandations diététiques à Mrs et Miss Bates, « Emma permet à son père de parler » (Emma allowed her father to talk), mais s'empresse de prendre le contrepied de ses recommandations en offrant à ses visiteuses des mets plus satisfaisants. Véritable maîtresse de Hartfield, sûre de son intelligence, de sa fortune et de son rang, elle considère que la première place lui revient de droit, et ne le cède à Mrs Elton lors du bal à l'auberge de la Couronne qu'au regard des prérogatives de femme mariée de celle-ci. Mais « ce fut presque assez pour lui mettre en tête de se marier » (It was almost enough to make her think of marrying), pensée caractéristique à la fois de l'idée qu'elle a de son rang et du peu d'utilité qu'elle trouve d'habitude au mariage pour renforcer son propre statut.  
Mais réduire le personnage d'Emma à celui d'une jeune fille indépendante, prétentieuse et hautaine est loin du compte : Jane Austen, par de nombreuses notations, nuance ce portrait et permet de comprendre pourquoi elle aimait cependant son héroïne. Emma reste en effet au fond d'elle-même sincère et droite, prête à reconnaître ses torts ; si elle pèche souvent par excès de confiance, si lors du pique-nique à Box Hill elle lâche sans réfléchir une méchanceté à l'égard de Miss Bates, elle est immédiatement sensible aux reproches que lui adresse ensuite Mr Knightley : loin de s'insurger contre ses critiques virulentes, elle est au contraire « pleine de colère envers elle-même, mortifiée, et profondément touchée » par ce qu'elle entend (anger against herself, mortification, and deep concern).

## Traitement littéraire

### Un personnage central
Emma est le seul roman de Jane Austen qui porte en titre le prénom de l'héroïne et commence ex abrupto par son portrait, soulignant le rôle central du personnage. Jane Austen semble avoir particulièrement aimé ce prénom, très populaire à la fin du XVIIIe siècle. Elle l'avait déjà choisi pour l'héroïne de son roman inachevé, The Watsons, et l'évoquait dans plusieurs de ses lettres.
« Emma Woodhouse, handsome, clever, and rich, with a comfortable home and happy disposition, seemed to unite some of the best blessings of existence; and had lived nearly twenty-one years in the world with very little to distress or vex her. »
« Emma Woodhouse, belle, intelligente et riche, avec une maison confortable et un naturel heureux, semblait réunir quelques-uns des meilleurs bienfaits de l'existence ; et, en près de vingt-et-un ans d'existence, avait connu peu de douleurs et de contrariétés. »
L'héroïne éponyme est ainsi caractérisée tant par ses qualités physiques et morales que par sa richesse et son confort matériel, « d'autant plus que l'adjectif rich, placé à la clausure du rythme ternaire, tranche avec les autres attributs », remarque 
Marie-Laure Massei-Chamayou. Mais, ajoute-t-elle, l'utilisation de seemed (« semblait ») prévient le lecteur, dès l'incipit, « que ce monde d'illusion comporte des failles » : Emma devra discerner et corriger ses propres manquements avant de pouvoir pleinement profiter des avantages de sa situation.

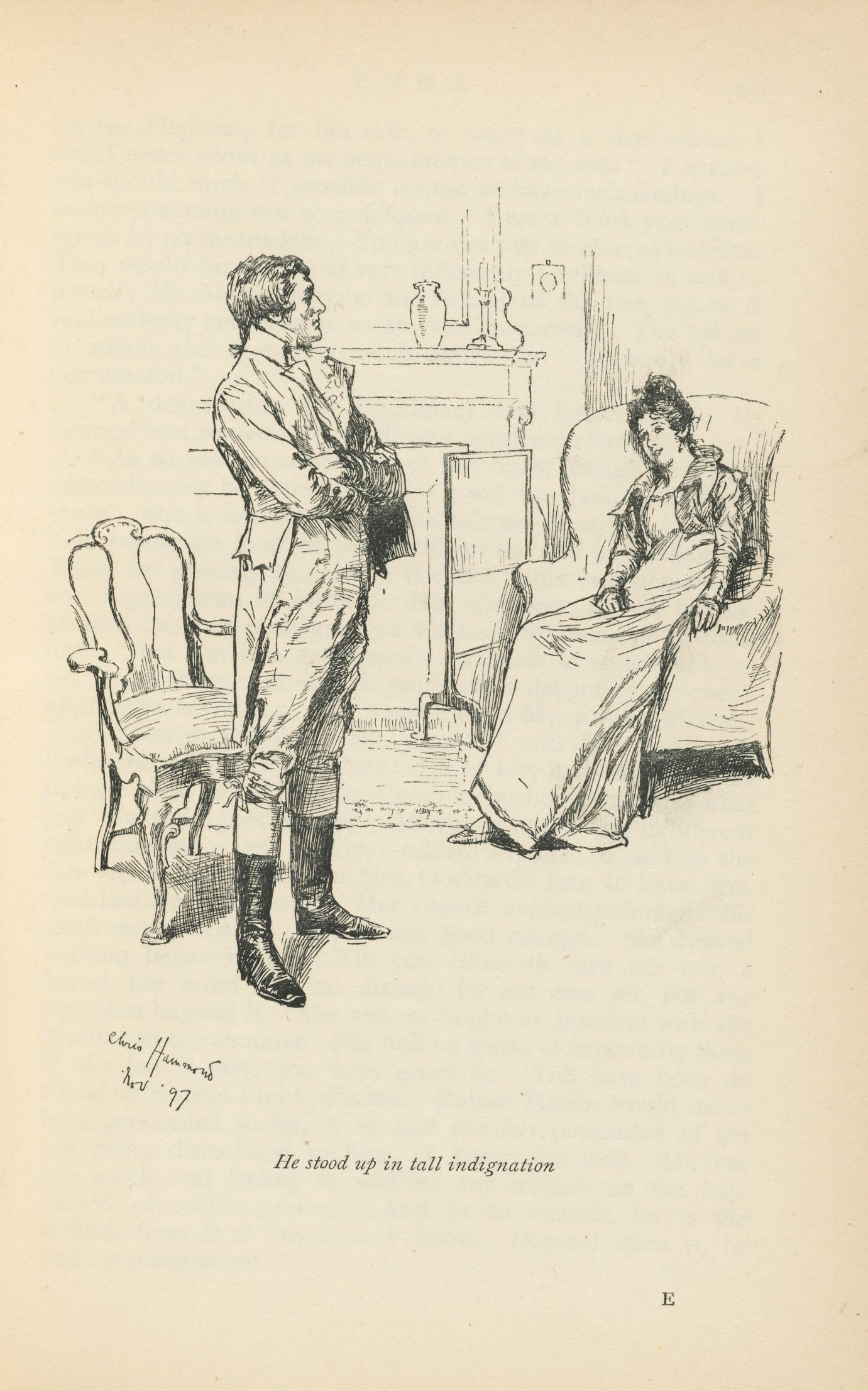
Mr Knighley se fâche lorsqu'il apprend qu'Emma a incité Harriet à refuser Mr Martin (Chris Hammond, 1898).

Sa situation personnelle et sociale est prééminente, au moins jusqu'à l'arrivée de Mrs Elton, ce qui lui donne toute liberté pour agir, augmentant sa vanité et son assurance. Toutes les autres héroïnes austeniennes doivent composer avec un père, une mère, un tuteur, voire une situation sociale dégradée : elles sont toutes en situation de dépendance, certaines souffrent même de négligence, pas Emma. Respectée, maitresse de la maison paternelle, elle n'en fait qu'à sa tête : son père n'a aucune autorité et, « tout en ayant la plus haute estime pour le jugement de Miss Taylor, elle ne suivait la plupart du temps que le sien » (« highly esteeming Miss Taylor's judgment, but directed chiefly by her own »). Ce sont donc ses actions et décisions qui font avancer inexorablement l'intrigue, en particulier dans le premier tiers du roman, où, faisant fi de la colère de Mr Knightley puis des avertissements de son beau-frère, elle manipule Harriet et tente de pousser Mr Elton à s'intéresser à elle.

### Un parcours initiatique
Toutes les héroïnes austeniennes ont, plus ou moins, des défauts et des faiblesses, mais Emma est, de toutes, celle qui a le plus de défauts : certes, Elinor Dashwood, Fanny Price et Anne Elliot n'ont pas  de défauts majeurs, mais elles subissent des contraintes extérieures ; Catherine Morland et Marianne Dashwood sont, quant à elles, beaucoup trop romanesques, et la fière Elizabeth Bennet se laisse aveugler par son ressentiment et ses préjugés envers Mr Darcy. Toutefois, les deux premières ont  l'excuse de leur jeunesse (elles ont dix-sept ans), la dernière celle de l'attitude hautaine et arrogante du maître de Pemberley, et leurs manquements ne font, en général, de tort qu'à elles-mêmes.
Emma, en revanche, n'a aucune excuse : rien ne justifie ses erreurs, ni influence extérieure, ni provocation, ni immaturité. En outre, par son attitude et ses manipulations, elle blesse autrui : à cause d'elle, Harriet est humiliée par Mr Elton ; elle insulte publiquement Miss Bates et se conduit de façon peu charitable envers Jane Fairfax.

#### Un jeu qui tourne mal: «bien» marier Harriet
La réformation d'Emma se fait par étapes. Elle commence à la suite de l'échec, humiliant pour elle et douloureux pour Harriet, de sa folle tentative de marier sa protégée et Mr Elton, qui occupe le tome premier du roman. Choquée de voir l'ambitieux pasteur, qui espère se hausser ainsi dans la hiérarchie sociale, oser demander sa main, elle reconnaît pour la première fois qu'elle a fait une erreur et se promet de ne plus jouer les entremetteuses : 
« It was foolish, it was wrong, to take so active a part in bringing any two people together. It was adventuring too far, assuming too much, making light of what ought to be serious, a trick of what ought to be simple. She was quite concerned and ashamed, and resolved to do such things no more. »
« C'était une sottise et une faute de se mêler si activement de rapprocher deux personnes. C'était s'aventurer trop loin, trop présumer, traiter légèrement ce qui aurait dû l'être sérieusement, user d'artifices quand il aurait fallu rester simple. Très affectée et honteuse, elle résolut de ne plus agir ainsi. »
Mais elle ne renoncera pas tout à fait : elle se contentera, ce qui est moins dangereux, de discrets encouragements, lorsqu'elle ne pourra s'empêcher d'imaginer une possible relation entre Harriet et Franck Churchill.

#### L'énigme Franck et Jane
Il lui reste encore à corriger sa vanité et sa présomption. C'est l'intrigue parallèle et secrète concernant Franck Churchill et Jane Fairfax qui se développe dans les tomes deux et trois, source de conjectures erronées et de réactions partiales de sa part, qui en sera l'occasion. Son imagination invente des explications fantaisistes à l'attitude ambiguë de Franck, qui flirte avec elle, et à la froide réserve de Jane.
Mais ce sont les sévères reproches que Mr Knightley lui fait à la fin de la sortie à Box Hill à propos de son attitude envers Miss Bates qui l'amènent à faire son examen de conscience, prendre au sérieux ses critiques et aller faire des excuses à Miss Bates.

#### Révélations
Si habile qu'elle se croie à déchiffrer les sentiments des autres, Emma s'avère incapable de comprendre les siens. Elle ne cesse, dans ses fréquentes introspections, de se tromper elle-même sur ses motivations, sur les raisons mêmes de ses propres actions.
Ainsi, elle finit par se rendre compte que son antipathie envers Jane Fairfax, qu'elle justifie à ses yeux par la froideur, l'indifférence de cette dernière et les bavardages de sa tante, était instinctive et symétrique de celle que Mr Knightley ressent lui-même pour Frank Churchill, comprenant qu'elle en révèle plus long sur elle-même que sur Jane Fairfax.
Et c'est quand Harriet (à qui elle vient annoncer avec précaution, craignant de la blesser une nouvelle fois, les fiançailles de Franck et de Jane), lui révèle que le seul objet de ses pensées n'est pas Frank, malgré l'épisode des gitans, mais Mr Knightley, depuis qu'il l'a sauvée de l'humiliation infligée par Mr Elton pendant le bal à l'auberge de la Couronne, qu'elle comprend, en un éclair, que « Mr Knightley ne doit épouser personne, si ce n'est elle-même ! »
Comme Elizabeth Bennet après la lecture de la lettre de Darcy, Emma pourrait dire : « Moi qui me suis tant vanté de mon discernement [...] Jusqu'à cet instant, je ne me connaissais pas moi-même ! »

## Postérité du personnage
Le personnage d'Emma vient juste après celui d'Elizabeth Bennet pour l'intérêt que lui portent les réalisateurs, qu'il s'agisse de films en costumes ou de transpositions modernes.

### Au cinéma
- En 1948, dans le film de Michael Barry, Judy Campbell tient le rôle d'Emma
- En 1995 : Clueless, film d'Amy Heckerling, transpose le roman dans un lycée de Californie), avec Alicia Silverstone dans le rôle-titre. Dans la série télévisée qui en est tirée de 1996 à 1999  c'est Rachel Blanchard qui est Emma
- La même année 1996, Emma, l'entremetteuse de Douglas McGrath présente Gwyneth Paltrow dans le rôle d'Emma
- En 2010 sort Aisha, un film en hindi adapté très librement d’Emma,  où Sonam Kapoor tient le rôle titre
- En 2015 dans Enchantments, une comédie romantique saphique réalisée par Kelsey O'Brien, c'est elle qui tient le rôle d'Emmie.
- En 2020 sort Emma., réalisé par Autumn de Wilde, avec Anya Taylor-Joy dans le rôle d'Emma.

### À la télévision
- 1960 : Emma, mini-série télévisée de Campbell Logan pour la BBC avec Diana Fairfax dans le rôle d'Emma.
- 1972 : Emma, mini-série télévisée de John Glenister pour la BBC avec Doran Godwin dans le rôle d'Emma
- 1996 : Emma, téléfilm de Diarmuid Lawrence avec Kate Beckinsale dans le rôle d'Emma
- 2009 : Emma, mini-série télévisée pour BBC One avec Romola Garai dans le rôle d'Emma Woodhouse

### Divers
- En 2013, dans Emma Approuved, web série de Bernie Su en forme de série interactive en 72 épisodes diffusés du 7 octobre 2013 au 21 août 2014[24], Emma Woodhouse (Joanna Sotomura) tient une sorte d'agence matrimoniale.